# Pulheim
Pulheim är en stad strax nordväst om Köln, i den tyska delstaten Nordrhein-Westfalen. Staden har cirka 56 000 invånare, på en yta av 72 kvadratkilometer, och är en del av storstadsområdet Rheinschiene. Pulheim slogs samman med flera omgivande kommuner år 1975, och fick stadsrättigheter år 1981.

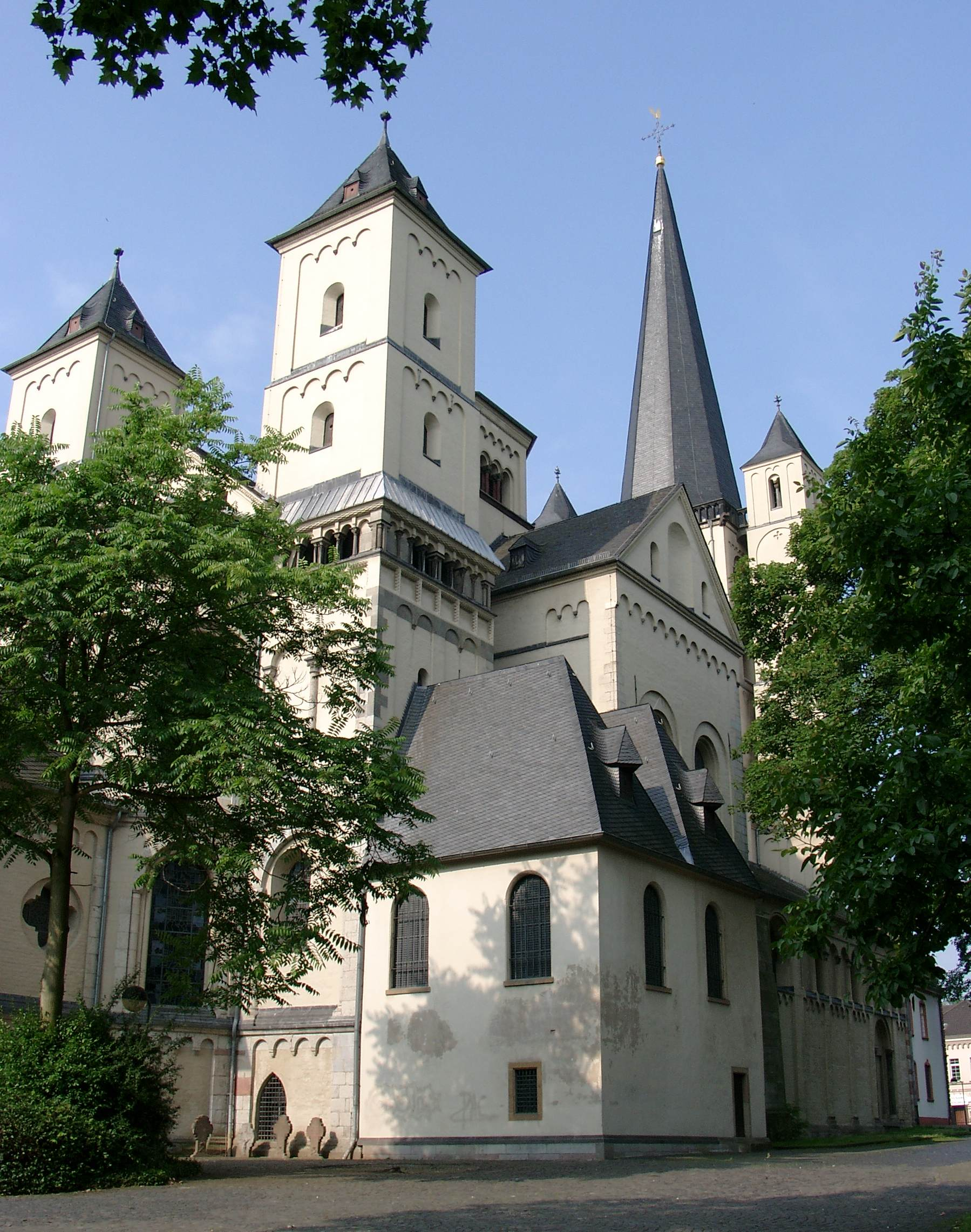
Kloster i Brauweiler, en stadsdel i Pulheim.